# AKA the Rugged Child
AKA the Rugged Child – debiutancki album amerykańskiego rapera Shyheima wydany 19 kwietnia 1994 roku nakładem wytwórni Virgin Records. Shyheim nagrywając album miał zaledwie 14 lat i był w tym czasie najmłodszym członkiem Wu-Tang Family.

## Lista utworów
Opracowano na podstawie źródła
| #  | Tytuł                          | Gościnnie                               | Producent | Czas |
| -- | ------------------------------ | --------------------------------------- | --------- | ---- |
| 1  | Here Come The Hits             |                                         | RNS       | 3:40 |
| 2  | On And On                      | - June Luva - Kia Jeffries              | RNS       | 3:48 |
| 3  | Pass It Off                    | - Rubbabandz - Down Low Recka - K-Tez   | RNS       | 4:00 |
| 4  | Never Say Never (Interlude)    |                                         | RNS       | 0:28 |
| 5  | One's 4 Da Money               |                                         | RNS       | 3:33 |
| 6  | Here I Am                      |                                         | RNS       | 2:53 |
| 7  | Move It Over Here              |                                         | RNS       | 4:11 |
| 8  | Buckwylyn                      |                                         | RNS       | 3:57 |
| 9  | You The Man                    | - Down Low Recka                        | RNS       | 3:35 |
| 10 | Napsack                        |                                         | RNS       | 3:51 |
| 11 | The Rugged Onez                | - June Luva - Kwazi - Prophet           | RNS       | 4:52 |
| 12 | Little Rascals                 |                                         | RZA       | 2:07 |
| 13 | 4 The Headpiece (Interlude)    | - Down Low Recka - Du-Lilz - Rubbabandz | RNS       | 2:02 |
| 14 | Party's Goin' On               |                                         | RNS       | 3:43 |
| 15 | Shouts On The Outs (Interlude) |                                         | RNS       | 1:26 |